# 红椒酱

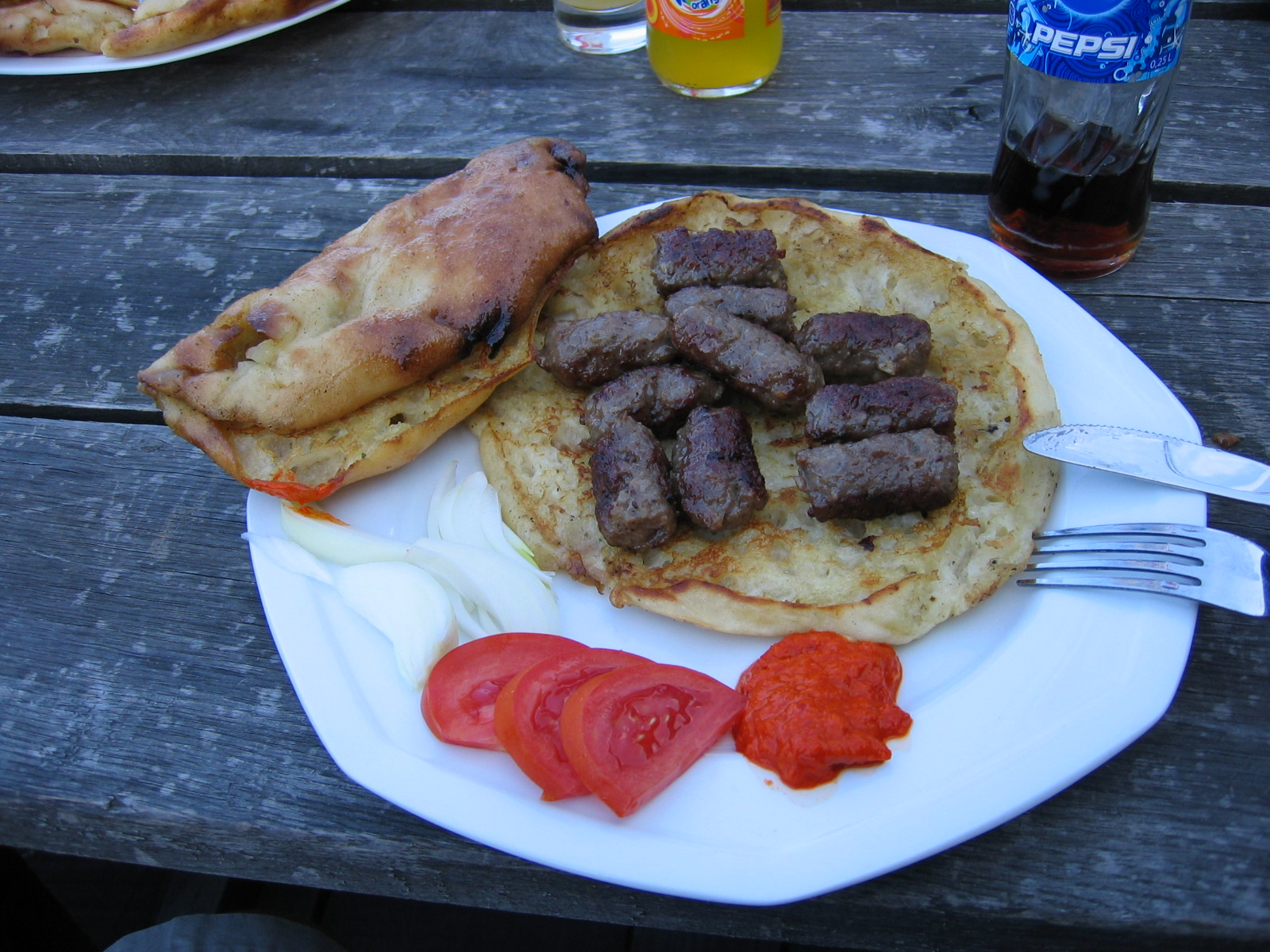
波斯尼亚售贩的切瓦皮肉丸常佐以红椒酱。

红椒醬是一種以紅色菜椒和大蒜為主料的開胃小菜，有時原料也會包括茄子和辣椒。红椒醬起源於塞爾維亞，因此也得名“塞爾維亞沙拉”，另因其外表及口感，也有“塞尔维亚素鱼子酱”的称号。在二戰之後，红椒醬自塞尔维亚普及至原南斯拉夫境内各地，乃至整个巴爾幹地區。现广泛用于东南欧的饮食中，包括阿尔巴尼亚、波斯尼亚、保加利亚、克罗地亚、北马其顿、以及塞尔维亚和斯洛文尼亚等。
红椒醬主要由烤制或煮熟的红椒和少量茄子制成。因不同种类红椒内辣椒素浓度不同，各地制成的甜椒酱也味道也不尽相同。传统上为甜味，另有中辣和辣两种味道。也有制好向其中再加辣椒的辣酱，但通常则另称为Ljutenica。还有一种将茄子作为主料而配以少量红椒，并向其中加番茄酱的变体，则称为Pindjur。红椒酱可以塗在麵包上食用，也可以作为配菜来佐餐。

## 词源与历史
ajvar这个名字来源于土耳其语havyar，意思是“咸鱼子”。与欧洲语言中“鱼子酱”（Caviar）词源相同。在20世纪之前，因为鲟鱼会从黑海一路洄游到贝尔格莱德，所以多瑙河中下游沿岸各地盛产鱼子酱。而当时在塞尔维亚当地使用的ajvar一词，意思仍是其本意：“鱼子酱”。鱼子酱也是贝尔格莱德家庭和餐馆中都非常受欢迎的一道菜。然而，由于劳资纠纷，自19世纪90年代起，塞尔维亚地区鱼子酱的产量并不稳定。这使得在贝尔格莱德的餐厅，最终研发制作出了一种用红椒制成的鱼子酱的替代品，以“红色ajvar”（crveni ajvar）或“塞尔维亚人ajvar”（srpski ajvar）命名。久而久之，ajvar这一名字就指的是今日的红椒酱，而非最早的鱼子酱了。在前南斯拉夫时期，红椒酱在全国流行开来，并被视为一道国菜。并随后传至巴尔干地区其他国家，乃至土耳其。

## 制作

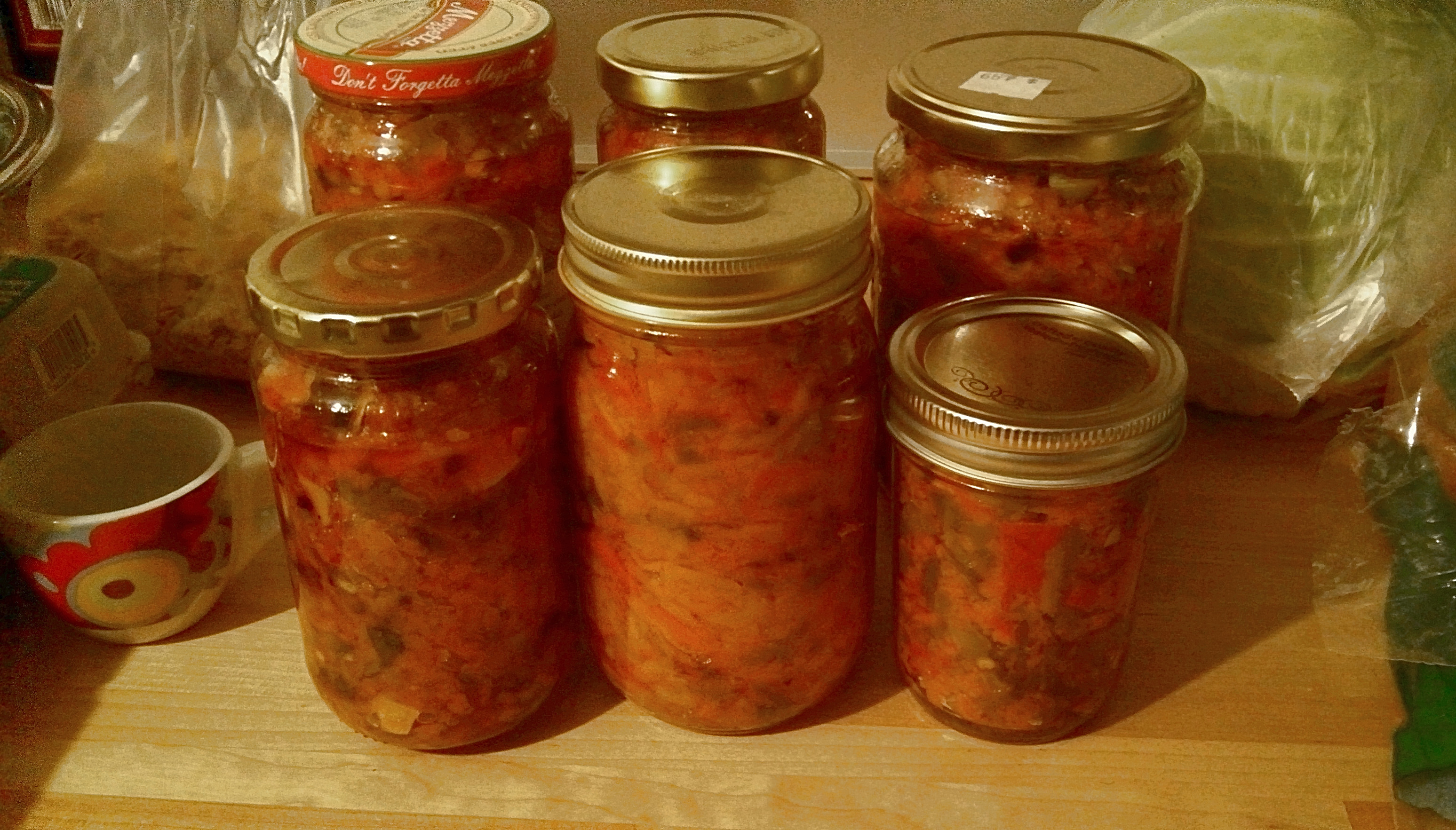
家庭储藏间内自制的红椒酱与其他咸菜

家庭制作的红椒酱通常是用烤好的红椒制成。工业生产品则用煮熟的红椒制成，导致实际品质较低。甜椒酱的制作过程有些复杂，主要是因为烤好的红椒需要削皮，而这一步骤涉及了许多人力。传统上，人们会在秋季开始准备红椒酱，因为当时是菜椒收获的季节。而且做好后，它可以放在玻璃罐中保存以供全年食用——尽管在大多数家庭中，不会将红椒酱持续储存到春天。因为当春天到来时，人们可以用新鲜蔬菜准备沙拉，所以甜椒酱通常会作为一种冬季食物来享用。通常在制作时，整个家族或是邻居都会被邀请而聚在一起烤红椒。人们会随后一起将它们剥皮并烹饪。塞尔维亚制作红椒酱所选用的主要品种叫做“罗加”（roga，即“有角的”）。罗加比较大，红色，呈牛角形，肉厚，而且比较容易剥皮。这类红椒通常在九月下旬成熟。
为了制作红椒酱，红椒和茄子通常需放在烤盘上用明火烤制，或者也可以在炉子里或烤箱里烤制。烤好的红椒必须短暂地放在盘子上并盖好，让它们冷却，并使红椒皮自然从肉上脱离。接下来，需要将红椒皮小心地剥离并去除红椒内的种子。然后，红椒肉将会被放入研磨机中研磨，或剁碎成小块。最后所得到的糊状物，需要与葵花子油和大蒜在大锅中炖上几个小时。油和大蒜会在这个阶段加入，是为了增稠和减少酱料水分，使得之后可以保存得更为长久。在最后，加一点盐（有时也加入适量醋），将糊状物趁热直接倒入玻璃瓶中。玻璃瓶口会因溫度的降低立即密封。食用时，红椒酱也可以配以新鲜剁碎的洋葱粒或细丝佐餐。
现代版本也有用橄榄油代替葵花籽油，或用柠檬汁代替醋来制作的。风味自然也有所不同。

## 生产

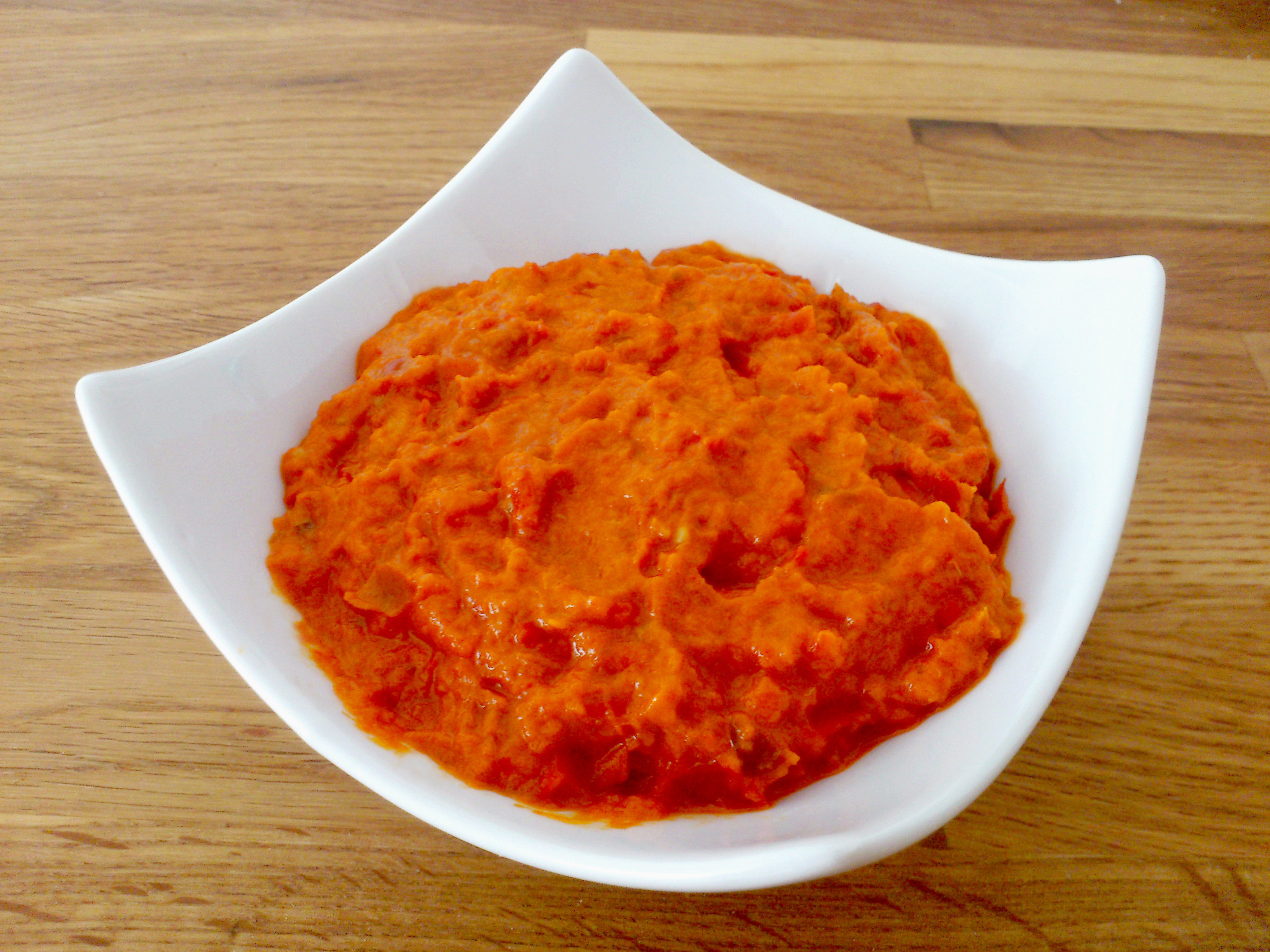
工业化生产的红椒酱

红椒酱，与腌辣椒、腌西红柿等一样，是冬季食物，传统上主要在秋季生产。在巴尔干地区的许多国家都生产红椒酱。在塞尔维亚，每年红椒酱的产量高达460吨。